# Попов Андрій Федорович
Андрій Федорович Попов (1869 — не пізніше 1916) — член I Державної думи від Бессарабської губернії, селянин.

## Біографія
Православний, селянин села Петропавлівка Аккерманського повіту Бессарабської губернії.
Закінчив сільське училище. 
З 1891 року відбував військову службу в 38-му Тобольському піхотному полку, в 1895 вийшов у запас у чині фельдфебеля. 
Займався хліборобством, був опікуном "громадських сум".
У російсько-японську війну знову був призваний на військову службу. Служив фельдфебелем у 274-му піхотному Ізюмському полку, у 1905 був звільнений у запас.
У 1906 році був обраний членом Державної Думи Російської імперії I скликання від Бессарабської губернії. Був безпартійним, але з прогресивними поглядами. Виступав із аграрного питання. 
У червні 1906 року в газеті «Бессарабская жизнь» («Бессарабське життя») було опубліковано наступний нотаток:

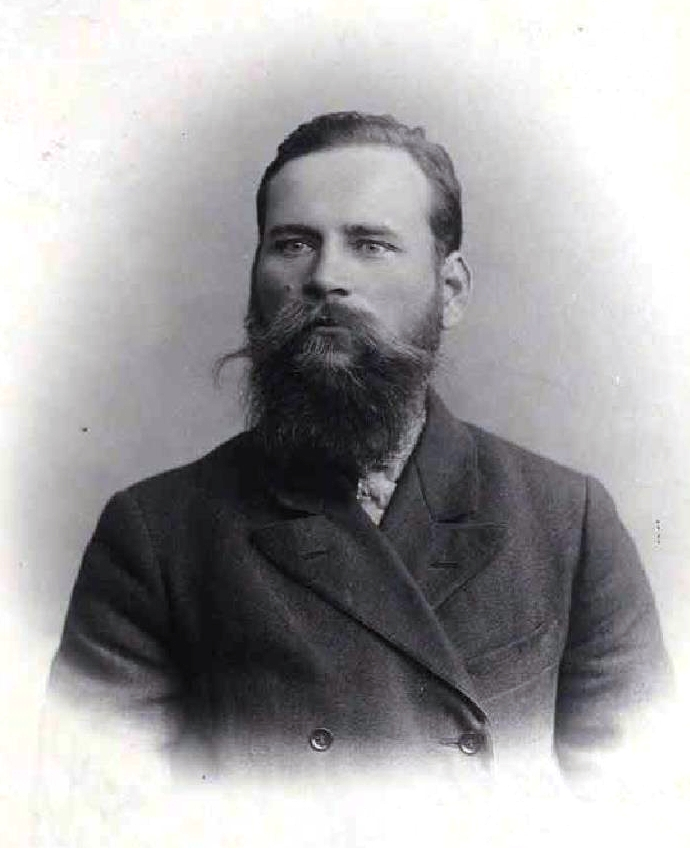
Андрій Федорович Попов

Бессарабський депутат селянин Попов, який прославився посланням на батьківщину, що закликав селян складати вироки проти «жидівської анархістської Думи», надіслав до редакції «Бессарабського Життя» покаяний лист і пояснює травневе послання непорозумінням і не розумінням слів «республіка» та «анархіст». Далі він обурюється старостою, який розповсюдив приватного листа з метою антидумської агітації.
Подальша доля невідома.